# Asociación Popular Antiimperialista de Sinkiang
La Asociación Popular Antiimperialista de Sinkiang(en chino tradicional, 新疆民眾反帝聯合會; pinyin, Xīnjiāng Mínzhòng Fǎn Dì Liánhé Huì) fue un partido político en Sinkiang, China, durante el gobierno de Sheng Shicai de 1935 a 1942.

## Historia
La Asociación Popular Antiimperialista fue fundada por Sheng Shicai en Urumqi el 1 de agosto de 1935. El medio de propaganda de la Asociación fue el Frente de Guerra Antiimperialista. La Juventud de Sinkiang y Mujeres de Sinkiang sirvieron como el ala juvenil y femenina de la Asociación, respectivamente. La Asociación experimentó un gran aumento en el número de miembros. En 1935 tenía 2.489 miembros, en 1937 la membresía aumentó a 5.281 y en 1939 la membresía de la Asociación aumentó a 10.000. La membresía era diversa a nivel nacional e incluía a han, hui y varios pueblos túrquicos.
La ideología de la Asociación Popular Antiimperialista eran las "Seis Grandes Políticas", emitidas por Sheng en diciembre de 1934. Las políticas garantizaban su "Gran Manifiesto de Ocho Puntos" previamente promulgado. Incluían "antiimperialismo, amistad con la Unión Soviética, igualdad racial y nacional, gobierno limpio, paz y reconstrucción". Sheng se refirió a ellos como "una aplicación hábil y vital del marxismo, leninismo y estalinismo en las condiciones de la sociedad feudal de Sinkiang, económica y culturalmente atrasada". Sirvieron como base ideológica del gobierno de Sheng. Con la proclamación de las Seis Grandes Políticas, Sheng adoptó una nueva bandera con una estrella de seis puntas para representar estas políticas.
Con el acercamiento de Sheng con el gobierno central, el Kuomintang se extendió por toda la provincia, reemplazando a la Asociación Popular Antiimperialista, que se disolvió en abril de 1942.